# Aristochromis
Aristochromis és un gènere de peixos de la família dels cíclids i de l'ordre dels perciformes.

## Morfologia
Assoleix els 30 cm de llargària.

## Distribució geogràfica
És endèmic del llac Malawi (Àfrica oriental).

## Taxonomia
- Aristochromis christyi (Trewavas, 1935)[4][5][6][7][8][9][10]